# Ikbal (titul)
Ikbal (osmanskou turečtinou: اقبال) byl titul udělovaný konkubínám osmanských sultánů, které byly níže než Kadınefendi. Sultán měl obvykle tři, čtyři nebo šest žen s titulem Ikbal. Tyto ženy pak byly ve své podstatě odděleny od ostatních a byly favoritkami na získání titul Kadınefendi v případě, že by nějaká ze sultánových manželek zemřela či se nechala rozvést. Ikbal se často stávaly matkami sultánových dětí a po jejich smrti měly tyto děti v péči právě Kadınefendi. Titul Ikbal tak dostávaly tzv. sekundární konkubíny. V Osmanské dynastii se používaly pro ženy nejčastěji tři tituly; Valide Sultan (matka sultána, královna), Kadınefendi (manželka, princezna) a Hanimefendi (oblíbenkyně, matka ženských potomků). 

## Držitelky titulu
- Nükhetsezâ Hanım (1827–1850), manželka sultána Abdulmecida I.
- Navekmisal Hanım (1827–1854), manželka sultána Abdulmecida I.
- Şayeste Hanım (1836–1912), manželka sultána Abdulmecida I.
- Serfiraz Hanım (1837–1905), manželka sultána Abdulmecida I.
- Peyveste Hanım (1873–1924), manželka sultána Abdulhamida II.
- Pesend Hanım (1876–1924), manželka sultána Abdulhamida II.
- Behice Hanım (1882–1969), manželka sultána Abdulhamida II.
- Nevvare Hanım (1901–1992), manželka sultána Mehmeda VI.
- Nevzad Hanım (1902–1992), manželka sultána Mehmeda VI.